# Площадь Мира (Тверь)
Пло́щадь Ми́ра — площадь в левобережной части города Твери, в Заволжском районе, между набережной Афанасия Никитина и улицей Горького. В центре площади находится скульптурная композиция «Дружба народов». Вдоль площади расположены жилые дома и здание управления МВД по Тверской области, перед которым установлен обелиск с именами сотрудников МВД, погибших при исполнении служебного долга. С юга на площадь выходит Староволжский мост, который  соединяет Заволжский район со старой частью города. 
Протяженность площади около 140 метров.

## История площади
Планомерная застройка площади началась после Великой Отечественной войны в 1950-х годах, а 28 июня 1959 года состоялось торжественное открытие. 
В центре площади находится скульптурная композиция «Дружба народов» (также известная как «Статуя Мира» или «Народы за Мир»). В основе необычного памятника три человеческих образа, символизирующих три основные человеческие расы: европеоидную, негроидную и монголоидную. Центральной частью композиции является образ земного шара, над которым летят голуби — символ мира и спокойствия на планете. Бронзовый памятник, проект которого разработан и реализован скульптором Львом Кардашовым, установлен на двухметровый гранитный постамент и обращён в сторону Волги.

## Смежные улицы

Памятник сотрудникам МВД, погибшим при исполнении служебного долга

- Набережная Афанасия Никитина
- Улица Горького
- Улица Мусоргского

## Транспорт
- Автобусы №: 3, 6, 9, 15, 19, 30, 31, 41, 43, 44, 51, 52(в сторону Вагонзавода), 54, 55, 56, 104, 154, 204, 208, 223, 233